# Campina Grande
Campina Grande è un comune del Brasile nello Stato del Paraíba, parte della mesoregione dell'Agreste Paraibano e della microregione di Campina Grande.
Campina Grande è la seconda città della Paraíba ed è considerata uno dei poli industriali principali del Nordeste nonché il polo tecnologico più avanzato di tutta l'America Latina. La città è conosciuta anche per il gran numero di università, ben 16, 3 delle quali pubbliche.